# اومنیوا
اومنیوا (انگلیسی: Omniva) شرکت پست استونی است، که در سال ۱۶۳۸ تأسیس شد.